# Marcus Titius Tiberius Barbius Titianus
Marcus Titius Tiberius Barbius Titianus (vollständige Namensform Marcus Titius Marci filius Claudia Tiberius Barbius Titianus) war ein im 2. Jahrhundert n. Chr. lebender Angehöriger der römischen Armee. Durch eine Inschrift, die in Emona gefunden wurde, ist seine militärische Laufbahn bekannt.
Titianus war zunächst als Cornicularius für den Praefectus praetorio in Rom tätig. Danach wurde er zum Centurio befördert und diente in den folgenden Legionen (in dieser Reihenfolge): in der Legio II Adiutrix, die ihr Hauptlager in Aquincum in der Provinz Pannonia inferior hatte, in der Legio X Fretensis, die ihr Hauptlager in Jerusalem in Iudaea hatte und zuletzt in der Legio II Traiana, die ihr Hauptlager bei Alexandria in Aegyptus hatte. In der Legio II Traiana erreichte er den Rang eines Hastatus in der 1. Kohorte.
Titianus war in der Tribus Claudia eingeschrieben. Nach seinem Ausscheiden aus der Armee war er Stadtrat (Decurio) in Emona. Der Grabstein wurde durch seine Mutter Lartia Vera errichtet.
Die Inschrift wird bei der EDCS auf 101/200 datiert. James Robert Summerly datiert die Laufbahn von Titianus als Centurio ebenfalls in das 2. Jahrhundert.